# アミール・ハーン・ムッタキー
アミール・ハーン・ムッタキー (パシュトー語: امیر خان متقی [ˈamɪr xɑn mʊtaˈqi]、1971年2月26日 - )は、ターリバーン統治下のアフガニスタン・イスラム首長国の政治家で、2021年9月7日から外務大臣代行を務めている。彼はまたカタール事務所の交渉チームのメンバーでもあった。

## 幼少期・教育
1971年2月26日にヘルマンド州の村に生まれで、ルーツはパクティア州であるが、地元の学校とモスクで初等教育を受けた。共産主義のサウル革命の影響で家族と共に隣国パキスタンへ引っ越しを余儀なくされ、そこでマドラサに入学し、アラビア語の文法などの科目、論理、修辞学、フィクフ（イスラム法学）、ハディース、コーラン解釈学を学んだ。
ムッタキーはパキスタンのカイバル・パクトゥンクワ州にある、影響力を持つ多くのターリバーンの人物が卒業した神学校、ダルル・ウルーム・ハッカニア(en:Darul Uloom Haqqania)でイスラームの高等教育を続けた。

## 政治
アフガニスタンのジハードの間、マウルヴィ(イスラム指導者)、ムハンマド・ナビ・モハマディのグループの一人であったが、後にターリバーン運動が起こったときに運動に参加していた。
ムッタキーは1996年から2001年にかけての情報・文化大臣、ターリバーン政権の代表として国連主導の協議に参加した。親ターリバーンの情報源によれば、彼の「革新的活動」は「敵の広範囲のメディア侵略対する規律正しいジハード発行装置」と賞している。
2021年8月17日、カーブルがタリバンによって陥落した直後、彼はカーブルにおいて、アブドラ・アブドラやハミド・カルザイなどの非タリバン政治家と政府樹立について会談していると報じられた。ターリバーン軍は2021年3月よりアフガニスタン政府に対する軍事攻撃を始めていたが、2021年8月15日にアフガニスタンの首都カーブルを制圧した。
2021年9月7日、ターリバーンは、8月15日にカーブル奪回で政権を握ってから3週間後、新しい仮政府の最初のメンバーを発表した。アミール・カーン・ムッタキーがアフガニスタンの外務大臣代行に任命された。
2021年12月、ムッタキーはアフガニスタン代表としてイスラム協力機構の会議に出席し、中国、ロシア、アメリカ合衆国そして他の57カ国の参加国が代表団として参加した。 ムッタキーはパキスタン首相イムラン・カーンとアフガニスタン・パキスタン国境地域におけるイスラム国の脅威についても会議を開いた。

## 執筆
2004年、ムッタキーはターリバーン指導部によって禁止された本を書いたが、その一部は公開できないものとした。

## 参照
1. 1 2  Pal, Alasdair (2021年9月7日). “Factbox: Who are the key figures in the new Taliban government?” (英語). Reuters 2021年10月20日閲覧。
2. ↑  “Former Taliban minister Amir Khan Muttaqi arrives to the signing of a US-Taliban agreement in the Qatari capital Doha on February 29, 2020”. Getty Images. 05-08-2022閲覧。
3. ↑  “リンク切れ”. 05-08-2022閲覧。
4. ↑  ur-Rehman, Zia (2021年11月25日). “Where Afghanistan’s New Taliban Leaders Went to School”. New York Times. 25-11-2021閲覧。
5. ↑  “طالبان مذاکراتی ٹیم میں کون کیا ہے؟”. BBC News اردو 05-08-2022閲覧。
6. ↑  “AMIR KHAN MOTAQI | United Nations Security Council”. 05-08-2022閲覧。
7. ↑  “Biography of Amir Khan Muttaqi” (2018年3月6日). 05-08-2022]閲覧。
8. ↑  “Translation of the biographies of the Taleban negotiation team”. Afghanistan Analysts Network (2020年9月21日). 05-08-2022閲覧。
9. ↑  “Afghanistan: flights resume in Kabul as Taliban 'hold talks to form government'”. The Guardian. (2021年8月17日) 02-09-2021閲覧。
10. ↑  “The U.S. failed in Afghanistan by trying to moralize with bullets and bombs” (英語). theconversation. theconversation. (2022年) 05-03-2022閲覧。
11. ↑  “OIC Pimpin Pertemuan Bahas Krisis Kemanusiaan, Ekonomi Afghanistan” (インドネシア語). Voice of America. VOA Indonesian region. (2021年) 2022年3月5日閲覧。
12. ↑  “Amir Khan Muttaqi downplays Imran Khan’s remarks at OIC summit” (英語). The News. The News. (2021年) 05-03-2022閲覧。
13. ↑  van Linschoten, Alex Strick; Kuehn, Felix (2012). An Enemy We Created: The Myth of the Taliban-Al Qaeda Merger in Afghanistan. Oxford University Press. pp. 448
14. ↑  Giustozzi, Antonio (2012). Decoding the New Taliban: Insights from the Afghan Field. Hurst Publishers. pp. 272